# Burghauser Brunnensprung
Burghauser Brunnensprung bezeichnet eine in Burghausen verbreitete Tradition, bei der das Brautpaar nach der Trauung durch den örtlichen Brunnen springen muss. Dieses soll der Ehe Glück bringen.

## Entstehungsmythos
Angeblich entstand der Burghauser Brunnensprung zur Zeit von Herzogin Hedwig um 1480. Die Bürger der Stadt wollten ihre Reinheit vor Gott und der beliebten und frommen Herzogin unter Beweis stellen. Dafür sprangen sie nach der Eheschließung durch den örtlichen Stadtbrunnen. Zugleich sollte dies die Fruchtbarkeit von Frau, Feldern und Vieh anregen.
Das erste Brautpaar, das den Brunnensprung praktizierte, waren Dominiqus Sauerbeyer, ein örtlicher Händler, und Marthilde Huber, die Tochter eines Großgrundbesitzers. Tradition beim Brunnensprung ist, dass die männlichen Verwandten des Brautpaares wie die Brüder, Neffen und Cousins den ersten Sprung machen und das Brautpaar auf Händen durch den Brunnen tragen. Hiervon zeugen Stiche im Heimatmuseum. Auch wenn der Stadtbrunnen aus dem Jahr 1480 nicht mehr steht, ist dieser Brauch nach wie vor in Burghausen weit verbreitet und soll für eine lange Ehe sorgen.
Ähnliche Traditionen bestehen auch in Munderkingen, allerdings zu Fasnacht.